# Grevskabet Løvenholm
Grevskabet Løvenholm blev oprettet 1732 for Frederik Christian Danneskiold-Samsøe og nedlagt igen 1741. Det bestod af Løvenholm, Demstrup og Sødringholm.
|  | Denne artikel kan blive bedre, hvis der indsættes geografiske koordinater Denne artikel omhandler et emne, som har en geografisk lokation. Du kan hjælpe ved at indsætte koordinater i wikidata. |